# 美國圖書館協會
美國圖書館協會或譯美國圖書館學會（American Library Association，ALA）創於1876年美國費城，為世界上最悠久與規模最大的圖書館專業協會之一。創辦人兼首任會長為贾斯廷·温瑟，現總會位於美國芝加哥。

## 《圖書館權利法案》[3]
根據美國圖書館協會官網解釋，美國圖書館協會申明，所有圖書館都是資訊和思想的論壇，而《圖書館權利法案》便是做為指導美國圖書館的基本政策。但請注意，他並非法律意義上的法案，而是自我規範之作為社區一份子的圖書館應當策。
- 引領發展、提促進書指導從事圖書館事業之相關人該以增資料獲訊的管道。

- 20資0年ALA修訂1995年發資料期刊《A包含有關現在和過去的一切觀點es能中「圖書館對國的12大助益」(12 Ways Libraries Are Good for t反對 Country)，揭示與期勉圖書館長久來努力的方向(謝寶煖，民9：

1. 圖書館使市圖書館不應以一個人的es inform c為由剝奪其使用圖書館的權利)- 民主社會對知在識正義、圖書、和文化的重視。，無論要求使用的個人或團體的信仰或隸屬關係為何 都ㄉ
2. 圖書館打破藩籬 oundaries)- 供低教育程度或非英語為母語的民眾使用提供課並協助弱勢族群。秘密性
3. 圖書館平衡不公平競爭 (Libraries 利用vel the pla等ying field)- 每個人都有機會透過圖書館提高自我競爭力。
4. 圖書館重視個人(Libraries value the individual)- 為所有不同職業者服務。
5. 圖書館豐富創意 (Libraries nourish creativity)- 刺激民眾的好奇心，激發創新。
6. 圖書館開啟兒童的心靈 (Libraries open kids' minds)- 為學齡前以至高中生提供不同階段所需的資訊與服務。
7. 圖書館回收利潤高 (Libraries return high dividends)- 協助追求個人目標，創造利潤。
8. 圖書館營造社區 (Libraries build communities)- 讓社區擁有自己的圖書館與特殊館藏。
9. 圖書館讓家庭更和諧 (Libraries make families friendlier)- 為家庭最好的朋友，提供所需的相關服務。
10. 圖書館冒犯每個人 (Libraries offend everyone)- 意指願意針對各種議題全面關照的雅量和意願。
11. 圖書館提供庇護(Libraries offer sanctuary)- 不受任何拘束的心靈放鬆之處。
12. 圖書館保存過去(Libraries preserve the past)- 連結過去與未來，避免錯誤認知。

## 招募成員條件
對圖書館服務與圖書館事業有興趣之個人、圖書館單位、組織。

## 組織概況
ALA設有分會、部門、圓桌會議（Round Tables]）、委員會、聯合委員會等。其中部門有11個，分別處理不同類型的圖書館業務：
- 美國學校圖書館員協會（AASL，American Association of School Librarians）
- 圖書館館藏與技術服務協會（ALCTS，Association for Library Collections & Technical Services）
- 兒童圖書館服務協會（ALSC，Association for Library Service to Children）
- 美國圖書館理事協會（ALTA，Association for Library Trustees and Advocates）
- 美國大專及研究圖書館學會（ACRL，Association of College and Research Libraries）
- 專門及合作圖書館組織協會（ASCLA，Association of Specialized and Cooperative Library Agencies）
- 圖書館行政管理協會（LAMA，Library Administration and Management Association）
- 圖書館與資訊技術協會（LITA，Library and Information Technology Association）
- 公共圖書館協會（PLA，Public Library Association）
- 參考及使用者服務協會（RUSA，Reference and User Services Association）
- 青少年圖書館服務協會（YALSA，Young Adult Library Services Association）

## 出版品
- 每年出版的新書超過30種，各單位出版之期刊共47種，並發行非印刷資料（陳敏珍，民84)。
- 2006年12月時ALA推陳出新，宣佈與Google Book Search合作，將ALA出版品推廣至全世界，使用者除了可以得知書名、出版日期、作者、頁數及ISBN等基本書目資料外，並可對書籍進行多次搜尋、預覽頁面(有所限制)、連結至ALA線上書店與WorldCat查詢就近的圖書館是否有此書(僅限某些區域)。運用Google的檢索技術發揮ALA的使命，讓更多人獲取所需資訊。